# Platycleis tymphrestos
Platycleis tymphrestos är en insektsart som först beskrevs av Frederick Everard Zeuner 1941.  Platycleis tymphrestos ingår i släktet Platycleis och familjen vårtbitare. Inga underarter finns listade i Catalogue of Life.